# Franciszek Malinowski (działacz komunistyczny)
Franciszek Malinowski, ps. „Zagóra”, „Ludwik”, „Piotr” (ur. 8 lub 10 października 1897 w Rogowie, zm. 27 lub 28 lutego 1944 w Buchenwaldzie) – działacz komunistyczny, w latach 1928–1931 kierownik Centralnego Wydziału Rolnego KC KPP, w okresie 1942–1943 sekretarz Komitetu Obwodowego PPR w Krakowie.
Syn Wincentego, fornala, członka SDKPiL, i Rozalii z d. Walendziuk. Już jako ośmioletni chłopiec pracował jako pastuch, później jako drwal i fornal, do szkoły nie uczęszczał. W sierpniu 1918 wraz z młodszym bratem Józefem wstąpił do nowo utworzonej komórki SDKPiL w Rogowie. W listopadzie 1918, w związku ze strajkiem robotników rolnych w Rogowie, został na dwa tygodnie aresztowany. Na początku 1919 działał nadal w miejscowej komórce partyjnej, przekształconej wtedy w komórkę Komunistycznej Partii Robotniczej Polski (KPRP, późniejszej KPP). Za przygotowanie wystąpień pierwszomajowych i opór wobec policji został aresztowany 14 maja 1919 w grupie 20 chłopów wraz z ojcem i bratem, a 5 sierpnia skazany przez Sąd Okręgowy w Siedlcach na 2 lata ciężkiego więzienia; po apelacji wyrok zmniejszono do 1,5 roku. Pozostawał siedleckim więzieniu do czasu wkroczenia tam Armii Czerwonej podczas wojny 1920 roku. Zaczął wówczas pracować w Komitecie Rewolucyjnym (Rewkomie) powiatu sokołowskiego. Wkrótce zgłosił się ochotniczo do Armii Czerwonej i został przydzielony do pracy w kontrwywiadzie sztabu 48 Dywizji Strzelców. W trakcie wycofywania się sztabu stracił z nim kontakt i pozostał w Baranowiczach, zajętych niebawem przez wojsko polskie. Po zawarciu rozejmu ukrywał się.
Od listopada 1922 pracował w Centralnej Redakcji KPRP w Warszawie jako pracownik techniczny. Intensywnie się też uczył, nadrabiając brak szkolnego wykształcenia. 29 sierpnia 1923 został aresztowany na dworcu w Warszawie z transportem odzew komunistycznych i osadzony w mokotowskim więzieniu. Wyrokiem SO w Warszawie 10 czerwca 1924 skazany na rok twierdzy z zaliczeniem aresztu. Po zwolnieniu 30 sierpnia 1924 zaczął pracować w Centralnym Wydziale Rolnym Komitetu Centralnego (KC) KPP. Na początku 1925 przez 3 miesiące był sekretarzem Komitetu Okręgowego (KO) KPP w Lublinie, następnie działał w Zagłębiu Dąbrowskim. Jesienią 1925 został wysłany do szkoły partyjnej KPP do Moskwy. Po roku powrócił do kraju i wznowił pracę w Centralnym Wydziale Rolnym KPP. Do jesieni 1928 był instruktorem tego wydziału, a następnie jego kierownikiem.
Uczestniczył w akcji propagandowo-przygotowawczej przed Europejskim Kongresem Chłopskim, zwołanym z inicjatywy Międzynarodówki Chłopskiej, obradującym 27–29 marca 1930. Z ramienia Centralnego Wydziału Rolnego wziął udział w V Zjeździe KPP 16–29 sierpnia 1930 w Peterhofie jako delegat z głosem doradczym. Na zjeździe wygłosił referat pt. Polityka rolna faszyzmu i zadania partii [na wsi] oraz przemówienie końcowe w dyskusji nad referatem. Jesienią 1931 zwolniono go ze stanowiska kierownika Centralnego Wydziału Rolnego. W okresie przygotowań do strajku powszechnego górników w lutym 1932 objął funkcję sekretarza KO KPP Zagłębia Dąbrowskiego, kierował też strajkiem, który wybuchł 18 lutego 1932. W nocy z 17 na 18 marca 1932 aresztowano go na terenie powiatu będzińskiego i osadzono w więzieniu mysłowickim, gdzie przez pewien czas był starostą komuny więziennej. Za kaucją 400 zł zwolniono go w lipcu 1932. Został wówczas na 3 miesiące sekretarzem KO KPP w Poznaniu. Na początku 1933 wszedł w skład kierownictwa KO KPP w Łodzi. Był jednym z organizatorów powszechnego strajku włókniarzy łódzkich w marcu 1933. Po zakończeniu strajku przybył do Katowic, by podjąć działalność jako sekretarz KO KPP Górnego Śląska. Uniemożliwiło mu to aresztowanie go zaraz po przyjeździe, a po kilkudniowym pobycie w areszcie stała inwigilacja. Z podobnych przyczyn nie objął kierownictwa warszawskiej organizacji KPP. W sierpniu 1933 wyjechał do Moskwy, gdzie do jesieni 1935 studiował w Międzynarodowej Szkole Leninowskiej. Do kwietnia 1936 działał w Komunistycznej Partii Zachodniej Ukrainy (KPZU), po czym skierowany został do pracy w łódzkim KO KPP.
Niebawem odwołano go do Warszawy, gdzie przedstawiciel KC KPP zakomunikował mu, aby czasowo nie angażował się w konspiracyjną pracę partyjną, gdyż przewiduje się dla niego skierowanie do legalnej działalności politycznej. W końcu maja 1936 wyjechał do rodziny w Rogowie. W sierpniu 1936 został aresztowany i osadzony w więzieniu centralnym przy ul. Daniłowiczowskiej. Wznowiono mu sprawę z 1932, gdyż wyznaczona mu przez SO w Sosnowcu na 16 lutego 1934 rozprawa nie odbyła się wobec niestawienia się oskarżonego na rozprawę. Na rozprawie w Sosnowcu 16 listopada 1936 wobec braku dowodów został uniewinniony. 22 lutego 1938 został ponownie aresztowany i osadzony w warszawskim więzieniu, został zwolniony pod koniec kwietnia. Po rozwiązaniu KPP w sierpniu 1938 brał udział w spotkaniach byłych działaczy KPP w Warszawie, z udziałem m.in. Alfreda Fiderkiewicza i Juliusza Rydygiera.
20 grudnia 1939 osiadł wraz z żoną w Białymstoku, gdzie pracował najpierw w miejscowej fabryce pluszu, później był kolejno dyrektorem kina „Aurora” w Wołkowysku, kierownikiem administracji domów mieszkalnych w Białymstoku i przewodniczącym Rejonowego Komitetu Wykonawczego Rad Delegatów w Białymstoku. 24 czerwca 1941, po wybuchu wojny niemiecko-sowieckiej, został skierowany do pracy w lokalnym sztabie wojennym. Opuścił miasto z ostatnią grupą ewakuacyjną, kierując się na wschód. Pod Słonimem cała grupa znalazła się w okrążeniu, z którego Malinowskiemu udało się przedrzeć na zachód. Po wielodniowej tułaczce dotarł do Rogowa. W drugiej połowie 1941 r. przeniósł się do Warszawy, gdzie wstąpił do grupy „Proletariusz” i wpłynął na aktywizację grupy. W końcu stycznia 1942 przeszedł z nią do PPR. Od lutego do maja 1942 przyjeżdżał kilkakrotnie jako pełnomocnik KC PPR do okręgu częstochowsko-piotrkowskiego, pomagając miejscowym działaczom w pracach organizacyjnych. Od czerwca 1942 był sekretarzem Komitetu Obwodowego PPR w Krakowie. Przyczynił się do ożywienia działalności PPR w Krakowskiem i Rzeszowskiem. Aresztowany w styczniu 1943, po torturach przy ul. Pomorskiej i w więzieniu na Montelupich przewieziony został do Auschwitzu, a stamtąd 23 października 1943 do Buchenwaldu. Na początku 1944 przebywał w filii obozu buchenwaldzkiego Dora, gdzie pracował przy produkcji pocisków V-1 i V-2. 27 lub 28 lutego 1944 został rozstrzelany przez hitlerowców. W 1948 został pośmiertnie odznaczony Krzyżem Grunwaldu II klasy.